# アレクサンダー・ファン・デア・ベレン
アレクサンダー・ファン・デア・ベレン（Alexander Van der Bellen,ドイツ語発音: [ˌalɛˈksandɐ fan dɛɐ̯  ˈbɛlən]、1944年1月18日 - ）は、オーストリアの政治家、経済学者である。第12代オーストリア連邦大統領を2017年から務める。

## 個人上の経歴
ソ連のスターリン主義から逃れたフランドル系ロシア人貴族出身の父とエストニア人の母の間にウィーンで生まれた。
インスブルック大学経済学部を卒業して、1970年に博士号を取得した。

## 政治上の経歴

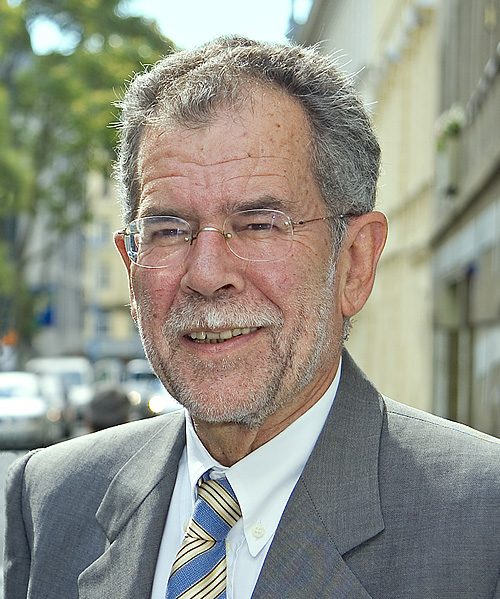
アレクサンダー・ファン・デア・ベレン

### 2016年の選挙
2016年のオーストリア大統領選挙に緑の党が支持する無所属候補として出馬し、12月4日に行われた再決選投票で右翼政党の自由党候補ノルベルト・ホーファーに対して得票率53.6％で勝利した。ファン・デア・ベレンは、首都ウィーンのほか北部オーバーエスターライヒ州や西部のフォアアールベルク州、チロル州などで得票を伸ばし、勝利に結びつけた。ただし、ハンガリーと国境を接するブルゲンラント州、スロベニアと国境を接するケルンテン州やシュタイアーマルク州では2015年欧州難民危機の影響もあり、移民・難民の排斥を訴えるホーファーが票を伸ばした。
2022年の大統領選挙でも過半数の票を得て再選した。